# Gabrielle Henriette Rieunier-Rouzaud
 (septembre 2011).
Si vous disposez d'ouvrages ou d'articles de référence ou si vous connaissez des sites web de qualité traitant du thème abordé ici, merci de compléter l'article en donnant les références utiles à sa vérifiabilité et en les liant à la section « Notes et références ».
Gabrielle Henriette Rieunier-Rouzaud, née le 12 août 1878 à Sannois (Seine-et-Oise) et morte le 8 novembre 1958 à Villeneuve-lès-Avignon (Gard), est une artiste peintre française.
En 1902, elle épouse le peintre Maurice Rieunier (1877-1961) à la mairie du 6e arrondissement de Paris.

## Expositions
Gabrielle Henriette Rieunier-Rouzaud exposa dans différents salons :
- Salon de la société nationale des beaux-arts de 1901 à 1925
- Salon d'automne de 1922 et 1923
- Salon des Tuileries de 1924 et 1925
- Société des Amis des Arts de Bordeaux de 1928 à 1935